# Баракат Еллейті
Баракат Еллейті (англ. Barakat Elleity) — єгипетський дипломат. Надзвичайний і Повноважний Посол Єгипту в Україні (з 2024).

## Життєпис
Отримав диплом бакалавра з економіки та політології Каїрського університету (1996), диплом магістра Стаффордширського університету (2011), Доктор філософії.
З 1996 року на дипломатичній службі в МЗС Єгипту, працював на різних посадах, зокрема був: Спеціальним координатором ООН з питань мирного процесу на Близькому Сході Організації Об'єднаних Націй, Єрусалим (2013—2015); Радником міністра закордонних справ Єгипту (2015—2017); співробітником Посольства Єгипту у Вашингтоні (2018—2022); Заступником помічника міністра закордонних справ Єгипту з питань Близького Сходу (2022—2024).
З жовтня 2024 року — Надзвичайний і Повноважний Посол Єгипту в Києві (Україна)
1 листопада 2024 року — вручив копії вірчих грамот заступнику міністра закордонних справ України Максиму Субху
12 листопада 2024 року — вручив вірчі грамоти Президенту України Володимиру Зеленському